# SM U-39
El SM U-39  fue un submarino de la Armada Imperial Alemana de la Primera Guerra Mundial (Deutsche Kaiserliche Marine), y es considerado en la actualidad como el submarino militar con el segundo mayor palmarés de la Historia naval militar, sólo superado por el SM U-35. Además de hundir 154 buques (totalizando 406 325 TRB), dañó otros siete (30 552 TRB) y capturó uno intacto (798 TRB). Iniciada su construcción en 1912, el SM U 39 participó en la I Guerra Mundial desde enero de 1915 hasta mayo de 1918, operando durante unos meses en el Atlántico nororiental, y durante más de dos años en el Mediterráneo. El 18 de mayo de 1918 sufrió graves daños al ser atacado por aviones navales enemigos, y hallándose cerca de las costas españolas, se vio obligado a internarse en la base naval de Cartagena, quedando allí hasta el final del conflicto.

## Historia

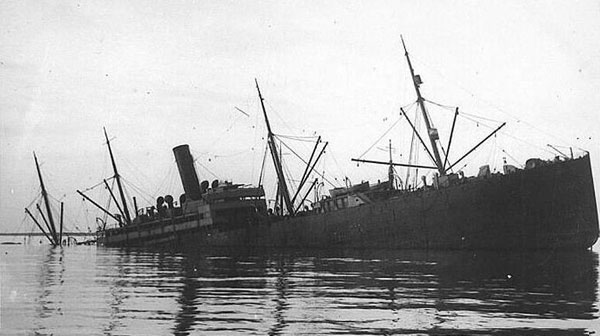
El vapor Norseman, torpedeado por el SM U-39 (1916)

El SM U-39 fue construido como la novena unidad del tipo denominado Submarino de Doble Casco de Alta Mar Tipo U 31-U 41 (en alemán "Zweihüllen-Hochsee-Boot Typ U 31-U 41"). Esta Serie U 31-U 41, de once submarinos, fue desarrollada entre 1911 y 1914. Los submarinos que la componían, identificados con los códigos correlativos U 31 a U 41, fueron proyectados por el equipo de ingenieros de los Astilleros Germaniawerft de Kiel. A la cabeza de dicho equipo trabajó, como proyectista jefe, el ingeniero alemán Hans Techel. La Serie U 31-U 41 tuvo tal éxito que sirvió de base para las posteriores Series U 51-U 56, U 63-U 65 y U 81-U 86.

### Construcción
La Serie U 31-U 41 fue fruto de un concurso de la Armada Imperial para dotarse de submarinos de combate, y las unidades U 37 a U 41 entraron en el último contrato de construcción naval militar de preguerra, firmado por el gobierno alemán con fecha 12 de junio de 1912. La puesta de la quilla del SM U 39 tuvo lugar el 27 de marzo de 1913, y recibió el número 199  de su astillero. La construcción progresó a buen ritmo, y la botadura del nuevo submarino se produjo el 26 de septiembre de 1914, casi dos meses después de iniciada la Primera Guerra Mundial. La terminación de la obra final y las pruebas preceptivas se realizaron de forma acelerada en los tres meses siguientes, y en enero de 1915 fue entregado a la Armada Imperial. El 13 de ese mes recibe el mando del flamante nuevo submarino su primer jefe, el Capitán (Kapitänleutnant) Hans Kratsch. Menos de un mes más tarde, el 11 de febrero de 1915, Kratsch entregó el mando al que sería jefe (Kommandant) del SM U-39 durante más tiempo durante su carrera bélica, el Capitán (Kapitänleutnant) Walter Forstmann. Éste sería relevado por el último comandante del SM U-39, el Capitán (Kapitänleutnant) Heinrich Metzger, más de dos años y medio más tarde, el 15 de octubre de 1917.

### Historial bélico

#### Atlántico (1915)

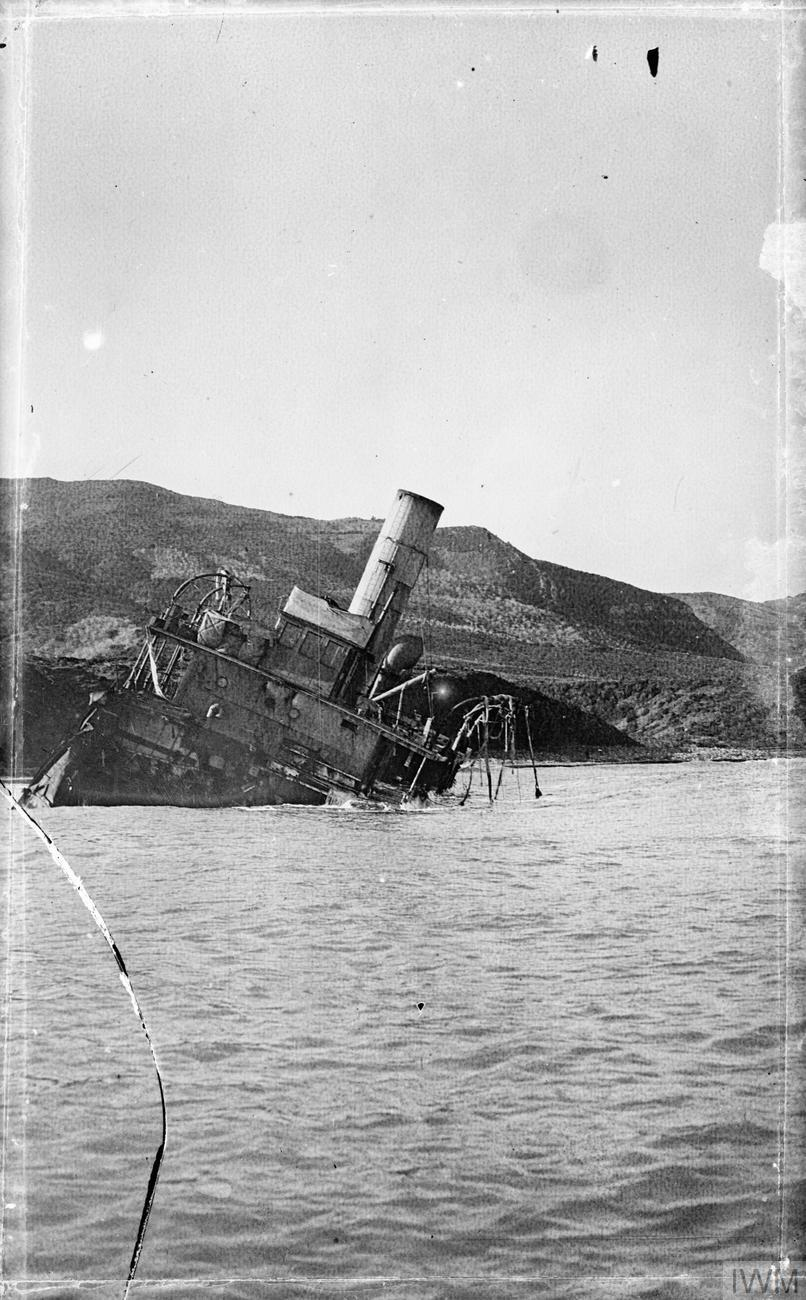
El HMS Candytuft, un Q-Ship (buque-trampa artillado) hundido por el KL H. Metzger del U-39 (1917)

El SM U 39 entró en servicio encuadrado en la II Flotilla Submarina (II. U-Boot-Flottille), permaneciendo en ella hasta septiembre de 1915. Realizó varias misiones de ataque al tráfico comercial aliado en el Mar del Norte y los accesos marítimos al Reino Unido, y a partir de mayo de 1915 comenzó a hundir buques mercantes, tanto de países aliados como neutrales. Su primera víctima fue el carguero noruego Balduin, que transportaba madera (pulpa y troncos) de Drammen a Londres, y fue hundido por SM U 39 el 1 de mayo de 1915, en aguas centrales del Mar del Norte (coordenadas 56° 58′ N, 3° 15′ E). El 10 de mayo de 1915, el Capitán Walter Forstmann capturó un pequeño vapor danés, el Olga (798 BRT, constr. 1911), conduciéndolo a puerto; la Armada Imperial Alemana lo devolvería con posterioridad a su propietario, en un gesto de caballerosidad digno de otros tiempos.
El 3 de julio de 1915, el SM U-39 realizó su último hundimiento en aguas atlánticas, el del vapor británico Renfrew (3488 TRB, constr. 1898), que hacía el número 22 de su palmarés. Al día siguiente (4 de julio de 1915) el SM U-39 atacó al Anglo-Californian (7333 TRB, constr. 1912), el mayor buque hasta el momento, sin conseguir hundirlo. El Anglo-Californian, cargado de caballos para el Ejército británico, pudo escapar y llegar al puerto irlandés de Queenstown. En el ataque murieron 21 tripulantes del Anglo-Californian, incluido su capitán, Frederick Daniel Parslow, que fue el primer capitán civil de un buque mercante británico en recibir (a título póstumo) la Cruz Victoria (Victoria Cross) por su ejemplar conducta. También el hijo de Parslow, que guio al Anglo-Californian a puerto como oficial al mando, fue condecorado.

#### Mediterráneo (1915-1918)
Pasadas unas semanas desde el ataque al Anglo-Californian, el "B.d.U." (Befehlshaber der Ubootwaffe, esp. Mando del Arma Submarina) ordenó la transferencia del SM U-39 al Mediterráneo. El buque de mayor tonelaje hundido por el submarino en aguas mediterráneas fue el Norseman (9542 TRB), al que torpedeó en los accesos al puerto de Salónica (act. Thessaloniki) pero fue varado cerca de Punta Tuzla, para evitar su pérdida total. El barco, un vapor de pasaje mixto, construido para la HAPAG alemana en 1897 como Brasilia, fue reabanderado como británico en 1900, y era operado por la Dominion Line en el momento de su hundimiento (22 de enero de 1916).
El 25 de enero de 1917, el SM U-39 hundió un buque francés de pasaje, militarizado como transporte de tropas, el Amiral Magon (5566 TRB, constr. 1904). El buque transportaba 900 soldados con destino a Salónica (act. Thessaloniki), y fue atacado por el K.L. (Kapitänleutnant) Forstmann al sudeste del Peloponeso (Grecia). Aunque los buques de escolta franceses del convoy en que iba el Amiral Magon pudieron rescatar a 809 hombres, otros 211, entre soldados y tripulantes, perecieron ahogados. Menos de un mes más tarde, el 15 de febrero de 1917, el SM U-39 hundió otro transporte de tropas cargado de personal militar, el buque de pasaje italiano Minas (2854 TRB, constr. 1891), cerca del Cabo Ténaro (Grecia): la acción se saldó con la muerte de 870 hombres.

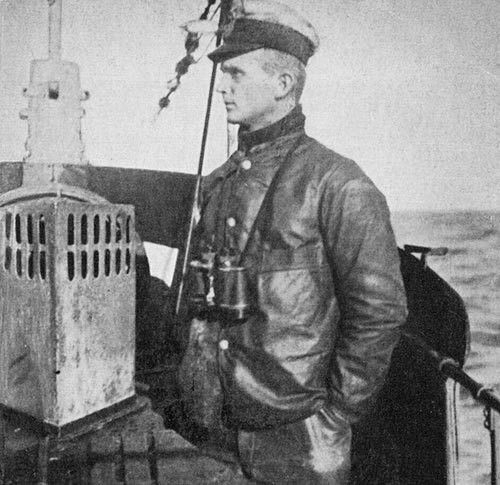
Karl Dönitz, B.d.U. en la II Guerra Mundial, sirvió como oficial en el U-39 en 1917

Un altísimo porcentaje de los ataques y hundimientos de buques realizados por el SM U-39 tuvieron lugar bajo el mando del K.L. (Kapitänleutnant) Walter Forstmann, que por su excepcional desempeño bélico fue condecorado con la Orden Pour le Mérite, la máxima condecoración militar del II Reich alemán, el 12 de agosto de 1916. Forstmann concluyó su mando el 14 de octubre de 1917, siendo relevado por el también K.L. Heinrich Metzger. Bajo el mando de Metzger, el SM U-39 hundió el único buque de guerra de su historial, la corbeta británica HMS Candytuft, frente a las costas de Bugía (Bougie, en Argelia, por entonces colonia francesa). El hundimiento de este pequeño auxiliar de 1250 t fue de gran significación, dado que operaba como buque-trampa para atraer y destruir submarinos. Este tipo de buques eran denominados "Q-Ships" y navegaban camuflados como buques civiles, con sus cañones ocultos bajo superestructuras simuladas. Para los submarinistas alemanes en el Mediterráneo, los "Q-Ships" eran un peligro mortal, y hundir uno de ellos supuso un triunfo psicológico destacado para los tripulantes del SM U-39.
En diciembre de 1915, el SM U-39 fue apartado de su habitual cometido de acoso al tráfico civil, y destinado a una misión secreta: el apoyo turco-alemán a las tribus de los Senussi (o Sanusiya) en Libia contra las autoridades coloniales británicas e italianas. El SM U-39 remolcó al submarino SM UC-12, convertido en transporte de armas y personal, hasta la costa norteafricana, dejándolo sano y salvo en el punto prefijado. Nuevamente comisionado para una misión secreta, en julio de 1916 transportó hasta la costa libia a un grupo de agentes turcos y alemanes, al mando del Oberleutnant Freiherr von Todenwarth. En octubre de 1916, el SM U-39 volvió secretamente a la costa norteafricana para entregar armas y suministros a los insurgentes apoyados por Alemania y el Imperio Otomano.
Entre los tripulantes del SM U-39 que sirvieron en el Mediterráneo, a las órdenes de los K.L. Forstmann y Metzger, destacan dos que desempeñarían papeles de relevancia en la Alemania del III Reich: Karl Dönitz, primer oficial de a bordo en 1917 -participó en cinco misiones en alta mar-, y Martin Niemöller, timonel por varios meses en el mismo año de 1917. Dönitz ejerció el mando supremo del Arma Submarina Alemana, con el cargo de Comandante en Jefe o B.d.U. (Befehlshaber der Ubootwaffe), durante casi toda la Segunda Guerra Mundial, además de ser nombrado por Adolf Hitler como su sucesor al frente del moribundo III Reich, en los días previos a la capitulación general alemana del 7 de mayo de 1945. Fue oficialmente Dönitz, como sucesor designado de Hitler, quien dirigió el proceso de rendición incondicional y desaparición del III Reich. Niemöller fue escritor y clérigo calvinista, prisionero en el Campo de Concentración de Sachsenhausen de 1937 a 1945 por su oposición a Hitler y a su política de sometimiento del cristianismo al nazismo, y se convirtió en símbolo viviente de la resistencia antinazi en el ámbito de las iglesias protestantes alemanas. Sobrevivió al cautiverio y a la guerra, y fue una personalidad de relieve en el calvinismo alemán y los movimientos ecuménicos por la paz hasta su muerte en 1984.

#### Internamiento y fin (1918-1923)
El 27 de abril de 1918, el SM U-39 se hizo a la mar, desde la base submarina de Pola (act. Pula, Croacia), para una misión de combate en el Mediterráneo occidental bajo el mando del K.L. Heinrich Metzger, jefe del submarino desde el 15 de octubre de 1917. Tras más de dos semanas en alta mar, el SM U-39, en conjunción con el SM UB-50, lanzó un ataque contra un convoy naval aliado en aguas al norte de Orán (Argelia), hundiendo al mercante británico Sculptor. Pero la escolta del convoy reaccionó con energía: el día 18, dos hidroaviones franceses atacaron al SM U-39 a flor de agua. El K.L. Metzger ordenó inmersión de emergencia, pero dos de las cargas de profundidad lanzadas por los hidros explotaron muy cerca del casco del submarino, causándole importantes daños. Temiendo perder la nave, Metzger ordenó emerger y poner proa a Cartagena, el puerto neutral más próximo a su posición. Los hidros lanzados en persecución del submarino reaparecieron, pero los alemanes lograron repelerlos usando el cañón de cubierta y un par de ametralladoras izadas a la torre. Sin embargo, en el intercambio de fuego con las aeronaves enemigas se perdieron dos tripulantes del SM U-39, al caer ambos al mar y no poder ser recogidos. Al atardecer del 18 de mayo de 1918, el SM U-39 entró en la base naval española de Cartagena para internarse. Al pasar a manos de las autoridades españolas neutrales, no pudo volver al servicio activo, sorprendiéndole la capitulación final de Alemania (11 de noviembre de 1918) en los muelles de Cartagena. Las cláusulas del armisticio ordenaron al gobierno alemán firmante la entrega de todos los submarinos de combate a las potencias vencedoras. En consecuencia, el SM U-39 fue habilitado en lo mínimo esencial para navegar hasta la costa meridional de Francia, y fue entregado a la armada francesa de manera oficial el 22 de marzo de 1919. Arrumbado en la base naval francesa de Toulon, fue desguazado en diciembre de 1923.

## Jefes al mando
• Kapitänleutnant  Hans Kratsch – Desde el 13 de enero de 1915 hasta el 9 de febrero de 1915.

• Kapitänleutnant Walter Forstmann – Desde el 11 de febrero de 1915 hasta el 14 de octubre de 1917.

• Kapitänleutnant  Heinrich Metzger – Desde el 15 de octubre de 1917 hasta el 18 de mayo de 1918.

## Víctimas delSM U-39
| Nombre                  | Cpt. U 39    | Fecha              | TRB  | Nacionalidad   | Estado   | Tipo barco (año constr.): Carga      | M.  | Lugar                                                                        |
| ----------------------- | ------------ | ------------------ | ---- | -------------- | -------- | ------------------------------------ | --- | ---------------------------------------------------------------------------- |
| Balduin                 | W. Forstmann | 1 de mayo de 1915  | 1059 | Noruega        | Hundido  | Vapor (1899): Madera                 | 0   | Mar del Norte (56° 58′ N, 3° 15′ E) centro                                   |
| Elsa                    | W. Forstmann | 1 de mayo de 1915  | 120  | Suecia         | Hundido  | Velero (1906): Traviesas, herrajes   | 0   | Detenido 100 mn al E de la Isla de May                                       |
| St. Louis no. 1         | W. Forstmann | 2 de mayo de 1915  | 211  | Reino Unido    | Hundido  | Arrastrero (1909)                    | 0   | Detenido 60 mn al ExN1/2N de la Isla de May                                  |
| Sunray                  | W. Forstmann | 2 de mayo de 1915  | 165  | Reino Unido    | Hundido  | Arrastrero (1892)                    | 0   | Detenido 56 mn al NNE de Longstone                                           |
| Scottish Queen          | W. Forstmann | 3 de mayo de 1915  | 125  | Reino Unido    | Hundido  | Arrastrero (1889)                    | 0   | Detenido 50 mn al ESE de Aberdeen                                            |
| Elsa                    | W. Forstmann | 4 de mayo de 1915  | 329  | Suecia         | Hundido  | Velero (1891): Madera                | 0   | Detenido al SE de Peterhead                                                  |
| Sceptre                 | W. Forstmann | 5 de mayo de 1915  | 166  | Reino Unido    | Hundido  | Pesquero (1902)                      | 0   | Detenido 40 mn al SExS de Peterhead                                          |
| Truro                   | W. Forstmann | 6 de mayo de 1915  | 836  | Reino Unido    | Hundido  | Vapor (1898): Madera                 | 0   | Detenido 85 mn al ENE de Punta St. Abb, 4 mn al NW de Eyemouth               |
| Benington               | W. Forstmann | 7 de mayo de 1915  | 131  | Reino Unido    | Hundido  | Arrastrero (1890)                    | 0   | Detenido 180 mn al SE de Peterhead                                           |
| Olga                    | W. Forstmann | 10 de mayo de 1915 | 798  | Dinamarca      | Apresado | Vapor (1911)                         | 0   | Mar del Norte                                                                |
| Campania                | W. Forstmann | 26 jun 1915        | 167  | Reino Unido    | Hundido  | Arrastrero (1911)                    | 0   | Detenido 60 mn al NxW de Holyhead (Gales).                                   |
| Cambuskenneth           | W. Forstmann | 29 jun 1915        | 1924 | Noruega        | Hundido  | Velero (1893): Trigo                 | 0   | Última posición 26 mn al SWxS de Punta Galley.                               |
| Kotka                   | W. Forstmann | 29 jun 1915        | 952  | Noruega        | Dañado   | Velero (1861): Madera                | 0   | 30 mn al SWxW del Faro Bull Light: reflotado y puesto en servicio            |
| Lomas                   | W. Forstmann | 30 jun 1915        | 3048 | Reino Unido    | Hundido  | Vapor (1898): Maíz                   | 1   | 65 mn al W del Faro de Bishop Rock (49° 30′ N, 8° 15′ W)                     |
| Caucasian               | W. Forstmann | 1 jul 1915         | 4656 | Reino Unido    | Hundido  | Buque-tanque (1899): Creosota        | 0   | 80 mn al S de Punta Lizard (Cornualles)                                      |
| Craigard                | W. Forstmann | 1 jul 1915         | 3286 | Reino Unido    | Hundido  | Vapor (1901): Algodón                | 0   | 50 mn al SWxS del Islote Wolf Rock (48° 18′ N, 6° 10′ W)                     |
| Gadsby                  | W. Forstmann | 1 jul 1915         | 3497 | Reino Unido    | Hundido  | Vapor (1899): Trigo                  | 0   | 33 mn al SSW del Islote Wolf Rock (49° 23′ N, 5° 52′ W)                      |
| Inglemoor               | W. Forstmann | 1 jul 1915         | 4331 | Reino Unido    | Hundido  | Vapor (1912): Diversa y carbón       | 0   | 75 mn al SWxW de Punta Lizard                                                |
| Richmond                | W. Forstmann | 1 jul 1915         | 3214 | Reino Unido    | Hundido  | Vapor (1904): Traviesas              | 0   | 54 mn al SWxS del Islote Wolf Rock (49° 11′ N, 6° 10′ W)                     |
| Hirondelle              | W. Forstmann | 2 jul 1915         | 183  | Francia        | Hundido  | Velero (1912): Madera                | 0   | Detenido 40 mn al N de la Isla de Ouessant (49° 10′ N, 5° 46′ W)             |
| Boduognat               | W. Forstmann | 2 jul 1915         | 1411 | Bélgica        | Hundido  | Vapor (1909): Mat. constr. (entibos) | 0   | Saliendo de la Isla de Ouessant (49° 11′ N, 5° 36′ W)                        |
| City of Edinburgh       | W. Forstmann | 2 jul 1915         | 1411 | Reino Unido    | Dañado   | Vapor (1909)                         | 4   | Cañoneado (por el U-39) en el Canal de la Mancha                             |
| Fiery Cross             | W. Forstmann | 3 jul 1915         | 1448 | Noruega        | Hundido  | Velero (1878): "Aceite"              | 0   | Barrenado 70 mn al WSW de la Isla de Scilly, ha. 15:00 h.                    |
| Larchmore               | W. Forstmann | 3 jul 1915         | 4355 | Reino Unido    | Hundido  | Vapor (1912): Carbón                 | 1   | 70 mn al SW1/2S del Islote Wolf Rock (48° 54′ N, 6° 28′ W)                   |
| Renfrew                 | W. Forstmann | 3 jul 1915         | 3488 | Reino Unido    | Hundido  | Vapor (1898): (en lastre)            | 0   | Capturado y hundido a cañón a 85 mn al SW del Islote Wolf Rock               |
| Anglo-Californian       | W. Forstmann | 4 jul 1915         | 7333 | Reino Unido    | Dañado   | Vapor (1912): Caballos               | 21  | Se refugió en el puerto de Queenstown (50° 15′ N, 9° 00′ W)                  |
| William T. Lewis        | W. Forstmann | 2 sep 1915         | 7333 | Reino Unido    | Dañado   | Velero (1891): Madera                | 0   | A 90 mn del Faro de Fastnet, encajó varios obuses sin hundirse               |
| Cornubia                | W. Forstmann | 9 sep 1915         | 1736 | Reino Unido    | Hundido  | Vapor (1889): Legumbres              | 0   | Mediterráneo: 75 mn al SExS de Cartagena (36° 46′ N, 0° 15′ E)               |
| L' Aude                 | W. Forstmann | 9 sep 1915         | 2232 | Francia        | Hundido  | Vapor (1908): (en lastre)            | -   | 45 mn al NNW de Orán (36° 23′ N, 0° 59′ W)                                   |
| H. C. Henry             | W. Forstmann | 28 sep 1915        | 4219 | Canadá         | Hundido  | Tanque (1909): "tar oil"             | 0   | 59 mn al S1/2E de Cabo Ténaro (35° 36′ N, 22° 42′ E)                         |
| Haydn                   | W. Forstmann | 29 sep 1915        | 3923 | Reino Unido    | Hundido  | Vapor (1906): Cebada                 | 0   | 80 mn al SxE1/2E de la Isla de Gavdo (33° 24′ N, 24° 40′ E)                  |
| Cirene                  | W. Forstmann | 30 sep 1915        | 3236 | Italia         | Hundido  | Vapor (1895)                         | 0   | 85 mn al S de la Isla de Koufonisi (Creta) (34° 20′ N, 26° 19′ E)            |
| Sailor Prince           | W. Forstmann | 2 oct 1915         | 3144 | Reino Unido    | Hundido  | Vapor (1901): Algarrobas             | 2   | 56 mn al SExS de Cabo Sidero (Creta) (34° 36′ N, 27° 04′ E)                  |
| Halizones               | W. Forstmann | 7 oct 1915         | 5093 | Reino Unido    | Hundido  | Vapor (1902): Diversa                | 0   | 122 mn al SSE1/2E de Cabo Martello (Creta) (33° 10′ N, 26° 26′ E)            |
| Thorpwood               | W. Forstmann | 8 oct 1915         | 3184 | Reino Unido    | Hundido  | Vapor (1912): Carbón                 | 0   | 122 mn al S de Cabo Martello (Creta) (33° 12′ N, 25° 28′ E)                  |
| (HMD) Restore           | W. Forstmann | 12 oct 1915        | 93   | Reino Unido    | Hundido  | Trainera (1914)                      | 2   | Barrera del Canal de Otranto (40° 20′ N, 18° 42′ E)                          |
| Middleton               | W. Forstmann | 30 nov 1915        | 2506 | Reino Unido    | Hundido  | Vapor (1895): Sacos terreros         | 4   | 75 mn al SWxW de la Isla de Gavdo (33° 58′ N, 22° 56′ E)                     |
| Dante                   | W. Forstmann | 3 dic 1915         | 889  | Italia         | Hundido  | Vapor (1883)                         | 0   | Saliendo de Sollum al W (32° 20′ N, 26° 19′ E)                               |
| Helmsmuir               | W. Forstmann | 3 dic 1915         | 4111 | Reino Unido    | Hundido  | Vapor (1913): Azúcar de caña         | 0   | 66 mn al SxE de la Isla de Gavdo                                             |
| Petrolite               | W. Forstmann | 5 dic 1915         | 3710 | Estados Unidos | Dañado   | Tanque (1894)                        | 0   | Mediterráneo                                                                 |
| L. G. Goulandris        | W. Forstmann | 6 dic 1915         | 2123 | Grecia         | Hundido  | Vapor (1896)                         | 0   | 150 mn al WNW de Alejandría (32° 15′ N, 27° 25′ E)                           |
| Veria                   | W. Forstmann | 7 dic 1915         | 3229 | Reino Unido    | Hundido  | Vapor (1899): (en lastre)            | 0   | Capturado y hundido 24 mn al NWxW de Alejandría (31° 30′ N, 29° 28′ E)       |
| Orteric                 | W. Forstmann | 9 dic 1915         | 6535 | Reino Unido    | Hundido  | Vapor (1911): Nitratos               | 2   | 140 mn al SxE1/2E de la Isla de Gavdo (32° 03′ N, 25° 03′ E)                 |
| Porto Said              | W. Forstmann | 10 dic 1915        | 5301 | Italia         | Hundido  | Vapor mixto (1884)                   | 0   | Unas 50 mn al NE de Derna (32° 38′ N, 23° 35′ E) costas de Cirenaica         |
| (HMD) Lottie Leask      | W. Forstmann | 18 dic 1915        | 94   | Reino Unido    | Hundida  | Trainera (1907)                      | 0   | Barrera del Canal de Otranto, Isla de Sassano (40° 35′ N, 18° 45′ E)         |
| Norseman                | W. Forstmann | 22 ene 1916        | 9542 | Reino Unido    | Hundido  | Mixto (1897): Municiones, mulas      | 0   | Accesos a Salónica (Thessaloniki), embarrancado en Punta Tuzla.              |
| Egeo                    | W. Forstmann | 31 mar 1916        | 1787 | Italia         | Hundido  | Vapor (1881)                         | 0   | Golfo de Tarento, a unas 20 mn de Punta Alice (39° 39′ N, 17° 18′ E)         |
| Simla                   | W. Forstmann | 2 abr 1916         | 5884 | Reino Unido    | Hundido  | Vapor (1894): (en lastre)            | 10  | Torpedeado 45 mn al NW1/2W de la Isla de Gozo (36° 25′ N, 13° 12′ E)         |
| Clan Campbell           | W. Forstmann | 3 abr 1916         | 5897 | Reino Unido    | Hundido  | Vapor (1914): Diversa                | 0   | 29 mn al SE del Cabo Bon, Túnez (36° 47′ N, 11° 33′ E)                       |
| Giuseppe Padre          | W. Forstmann | 4 abr 1916         | 184  | Italia         | Hundido  | Velero (1909)                        | -   | Estrecho de Sicilia (36° 55′ N, 11° 20′ E)                                   |
| Maria Carmella Findari  | W. Forstmann | 4 abr 1916         | 42   | Italia         | Hundido  | Velero                               | -   | Estrecho de Sicilia                                                          |
| Stjerneborg             | W. Forstmann | 6 abr 1916         | 1592 | Dinamarca      | Hundido  | Vapor (1903): Carbón                 | 0   | Al S de Cerdeña (38° 54′ N, 9° 15′ E)                                        |
| Colbert                 | W. Forstmann | 6 abr 1916         | 5394 | Francia        | Dañado   | Pasaje (1908): Tropas                | 2   | Cañoneado al W de Cerdeña                                                    |
| Caledonia               | W. Forstmann | 9 abr 1916         | 1815 | Dinamarca      | Hundido  | Vapor (1898): Carbón                 | 0   | 23 mn al SSE del Faro Le Titan, Île du Levant, Francia (42° 34′ N, 6° 44′ E) |
| Lipari                  | W. Forstmann | 13 abr 1916        | 1539 | Italia         | Hundido  | Vapor (1910)                         | 0   | Cañoneado 36 mn al SE del Cabo Spartivento, Italia (36° 00′ N, 16° 49′ E)    |
| Redentore               | W. Forstmann | 20 de mayo de 1916 | 228  | Italia         | Hundido  | Velero (1905): Azufre                | -   | Saliendo de Agrigento, Sicilia (37° 19′ N, 13° 17′ E)                        |
| Valsesia                | W. Forstmann | 20 de mayo de 1916 | 248  | Italia         | Hundido  | Velero (1902): Azufre                | -   | Frente a la costa S de Sicilia (36° 54′ N, 13° 35′ E)                        |
| Birmania                | W. Forstmann | 21 de mayo de 1916 | 2215 | Italia         | Hundido  | Vapor (1882)                         | -   | Barrenado al NE de Marettimo (38° 20′ N, 11° 32′ E)                          |
| Rosalia Madre           | W. Forstmann | 21 de mayo de 1916 | 251  | Italia         | Hundido  | Velero                               | -   | Área del Estrecho de Mesina                                                  |
| Hercules                | W. Forstmann | 23 de mayo de 1916 | 2704 | Italia         | Hundido  | Vapor (1886)                         | 0   | 70 mn al SSW de Génova (43° 18′ N, 8° 30′ E)                                 |
| Maria Porto di Salvezza | W. Forstmann | 23 de mayo de 1916 | 39   | Italia         | Hundido  | Velero                               | -   | Costas de la Isla de Elba                                                    |
| Teresa Accamer          | W. Forstmann | 23 de mayo de 1916 | 4742 | Italia         | Dañado   | Vapor (1892): Carbón                 | -   | Atracado en Porto Ferraio, Isla de Elba (cañoneado)                          |
| Washington              | W. Forstmann | 23 de mayo de 1916 | 2819 | Italia         | Hundido  | Vapor (1880)                         | -   | Torpedeado saliendo de Piombino (42° 51′ N, 9° 27′ E)                        |
| Aurrera                 | W. Forstmann | 24 de mayo de 1916 | 2845 | España         | Hundido  | Vapor (1910): Carbón                 | 0   | Al NW de Córcega (43° 16′ N, 8° 25′ E)                                       |
| Fratelli Bandiera       | W. Forstmann | 25 de mayo de 1916 | 3506 | Italia         | Hundido  | Vapor (1897): Harina                 | -   | 40 mn al SE de Hyères (42° 23′ N, 5° 28′ E)                                  |
| Rita                    | W. Forstmann | 25 de mayo de 1916 | 200  | Italia         | Hundido  | Velero (1914)                        | -   | Detenido al S de Marsella (42° 38′ N, 6° 41′ E)                              |
| Trunkby                 | W. Forstmann | 27 de mayo de 1916 | 2635 | Reino Unido    | Hundido  | Vapor (1896): Carbón                 | 0   | Cañoneado 50 mn al SxE de Mahón (39° 7′ N, 4° 45′ E)                         |
| Lady Ninian             | W. Forstmann | 28 de mayo de 1916 | 4297 | Reino Unido    | Hundido  | Vapor (1906): Raíles, avena          | 1   | 106 mn al NE1/2N de Argel (38° 20′ N, 4° 8′ E)                               |
| Baron Vernon            | W. Forstmann | 29 de mayo de 1916 | 1779 | Reino Unido    | Hundido  | Vapor (1912): (en lastre)            | 0   | 56 mn al NE1/2N de Argel (37° 37′ N, 3° 58′ E)                               |
| Elmgrove                | W. Forstmann | 29 de mayo de 1916 | 3018 | Reino Unido    | Hundido  | Vapor (1896): (en lastre)            | 0   | 96 mn al NE de Argel (38° 10′ N, 4° 22′ E)                                   |
| Southgarth              | W. Forstmann | 29 de mayo de 1916 | 2414 | Reino Unido    | Hundido  | Vapor (1891): (en lastre)            | 0   | Barrenado 60 mn al NNE de Argel (38° 12′ N, 4° 9′ E)                         |
| Baron Tweedmouth        | W. Forstmann | 30 de mayo de 1916 | 5007 | Reino Unido    | Hundido  | Vapor (1907): Carbón                 | 0   | Cañoneado 25 mn al NExN del Cabo Carbon, Argelia (37° 10′ N, 5° 15′ E)       |
| Dalegarth               | W. Forstmann | 30 de mayo de 1916 | 2265 | Reino Unido    | Hundido  | Vapor (1889): Magnesita              | 0   | 12 mn al NE del Cabo Corbelin, Argelia (37° 18′ N, 4° 44′ E)                 |
| Hermesberg              | W. Forstmann | 30 de mayo de 1916 | 2884 | Italia         | Hundido  | Vapor (1889)                         | 0   | Saliendo de Bugía, Argelia (37° 7′ N, 5° 27′ E)                              |
| Rauma                   | W. Forstmann | 30 de mayo de 1916 | 3047 | Noruega        | Hundido  | Vapor (1895): Carbón                 | 0   | Al NE de Cabo Carbon, Argelia (37° 8′ N, 4° 57′ E)                           |
| Dewsland                | W. Forstmann | 1 jun 1916         | 1993 | Reino Unido    | Hundido  | Vapor (1883): Plomo, zumaque         | 0   | 28 mn al NExE de Cabo Carbon, Argelia (37° 7′ N, 5° 30′ E)                   |
| Salmonpool              | W. Forstmann | 1 jun 1916         | 4905 | Reino Unido    | Hundido  | Vapor (1913): (en lastre)            | 0   | 30 mn al NExE de Cabo Carbon, Argelia (37° 10′ N, 5° 30′ E)                  |
| Silverton               | W. Forstmann | 13 jul 1916        | 2682 | Reino Unido    | Hundido  | Vapor (1891): Carbón                 | 0   | 14 mn al NE de Islas Caní (o Cannae, Bizerta), Túnez (37° 28′ N, 10° 5′ E)   |
| Antigua                 | W. Forstmann | 14 jul 1916        | 2876 | Reino Unido    | Hundido  | Vapor (1903): Hierro (mena)          | 0   | 20 mn al ExN de Jijel, costa de Argelia (36° 57′ N, 6° 11′ E)                |
| Ecclesia                | W. Forstmann | 14 jul 1916        | 3714 | Reino Unido    | Hundido  | Vapor (1904): Carbón                 | 0   | 11 mn al NW del Cabo Bugaroni, Argelia (37° 12′ N, 5° 57′ E)                 |
| Sylvie                  | W. Forstmann | 15 jul 1916        | 1354 | Reino Unido    | Hundido  | Vapor (1878): (en lastre)            | 0   | A 15 mn del Cabo Sigli, Argelia (37º 10' N, 5º E)                            |
| Euphorbia               | W. Forstmann | 16 jul 1916        | 3837 | Reino Unido    | Hundido  | Vapor (1907): Diversa                | 11  | 56 mn al NE de Argel (37° 36′ N, 3° 46′ E)                                   |
| Sirra                   | W. Forstmann | 16 jul 1916        | 3203 | Italia         | Hundido  | Vapor (1897)                         | 0   | En el área de Cherchell, Argelia (37° 39′ N, 3° 20′ E)                       |
| Wiltonhall              | W. Forstmann | 16 jul 1916        | 3387 | Reino Unido    | Hundido  | Vapor (1901): Diversa                | 0   | 65 mn al NW de Argel (37° 54′ N, 3° 50′ E)                                   |
| Angelo                  | W. Forstmann | 17 jul 1916        | 3609 | Italia         | Hundido  | Vapor (1904)                         | -   | 80 mn al NE de Argel (37° 53′ N, 3° 43′ E)                                   |
| Rosemoor                | W. Forstmann | 17 jul 1916        | 4303 | Reino Unido    | Hundido  | Vapor (1914): (en lastre)            | 0   | 80 mn al NExN de Argel (37° 53′ N, 3° 56′ E)                                 |
| Llongwen                | W. Forstmann | 18 jul 1916        | 4683 | Reino Unido    | Hundido  | Vapor (1907)                         | 14  | 94 mn al NE de Argel (37° 48′ N, 3° 48′ E)                                   |
| Cettois                 | W. Forstmann | 20 jul 1916        | 974  | Francia        | Hundido  | Vapor (1878)                         | -   | A unas 60 mn al N de Argel (37° 23′ N, 2° 10′ E)                             |
| Grangemoor              | W. Forstmann | 20 jul 1916        | 3198 | Reino Unido    | Hundido  | Vapor (1911): (en lastre)            | 0   | Cañoneado 75 mn al WNxW de Argel (37° 22′ N, 2° 2′ E)                        |
| Karma                   | W. Forstmann | 20 jul 1916        | 3710 | Reino Unido    | Hundido  | Vapor (1904): Carbón                 | 0   | 68 mn al NNW de Argel (37° 19′ N, 1° 55′ E)                                  |
| Yzer                    | W. Forstmann | 20 jul 1916        | 3538 | Reino Unido    | Hundido  | Vapor (1904): (en lastre)            | 1   | 56 mn al NW1/2N de Argel (37° 12′ N, 2° 20′ E)                               |
| Wolf                    | W. Forstmann | 21 jul 1916        | 2443 | Reino Unido    | Hundido  | Vapor (1894): Carbón                 | 0   | Detenido y cañoneado 75 mn al NNW de Argel (37° 52′ N, 2° 10′ E)             |
| Knutsford               | W. Forstmann | 22 jul 1916        | 3842 | Reino Unido    | Hundido  | Vapor (1903): Zinc (mena)            | 0   | 12 mn al NWxN del Cabo Corbelin, Argelia (37° 3′ N, 4° 17′ E)                |
| Olive                   | W. Forstmann | 22 jul 1916        | 3678 | Reino Unido    | Hundido  | Vapor (1900): Heno                   | 0   | 10 mn al NWxN del Cabo Corbelin, Argelia                                     |
| Badminton               | W. Forstmann | 23 jul 1916        | 3847 | Reino Unido    | Hundido  | Vapor (1899): (en lastre)            | 0   | 63 mn al NExN del Cabo Carbon, Argelia                                       |
| Maria                   | W. Forstmann | 24 jul 1916        | 198  | Italia         | Hundido  | Vapor (1899)                         | 0   | Al N de la costa septentrional de Túnez (37° 38′ N, 9° 20′ E)                |
| Rosarina G.v.           | W. Forstmann | 29 jul 1916        | 131  | Italia         | Hundido  | Velero                               | -   | Frente a las costas de Túnez                                                 |
| Penylan                 | W. Forstmann | 19 oct 1916        | 3875 | Reino Unido    | Hundido  | Vapor (1906): Carbón                 | 0   | Torpedeado 5 mn al WxN del Cabo Bugaroni, Argelia (37° 7′ N, 6° 26′ E)       |
| Mombassa                | W. Forstmann | 19 oct 1916        | 4689 | Reino Unido    | Hundido  | Vapor (1889): Diversa                | 1   | 8 mn al NWxN del Cabo Corbelin, Argelia (37° N, 4º 10' E)                    |
| Nina                    | W. Forstmann | 22 oct 1916        | 3383 | Italia         | Hundido  | Vapor (1897)                         | 0   | 10 mn al W del Cabo Ténès, Argelia (36° 28′ N, 0° 56′ E)                     |
| Ravn                    | W. Forstmann | 22 oct 1916        | 998  | Noruega        | Hundido  | Vapor (1907): Coque y hierro         | 0   | 16 mn al NW del Faro de Cabo Ténès, Argelia                                  |
| W. Harkess              | W. Forstmann | 22 oct 1916        | 1185 | Reino Unido    | Hundido  | Vapor (1874): Fosfatos, barricas     | 0   | A 17 mn de Cabo Ténès, Argelia (36º 32' N, 1º E)                             |
| Margarita               | W. Forstmann | 27 nov 1916        | 1112 | Grecia         | Hundido  | Vapor (1871)                         | -   | Al NW de Alejandría (33° 10′ N, 28° 10′ E)                                   |
| Reapwell                | W. Forstmann | 27 nov 1916        | 3417 | Reino Unido    | Hundido  | Vapor (1900): Diversa, carbón        | 0   | 148 mn al NWxN de Alejandría (33° 37′ N, 27° 35′ E)                          |
| King Malcolm            | W. Forstmann | 28 nov 1916        | 4351 | Reino Unido    | Hundido  | Vapor (1906): (en lastre)            | 0   | 144 mn al NWxN de Alejandría (33° 14′ N, 28° 23′ E)                          |
| Moresby                 | W. Forstmann | 28 nov 1916        | 1763 | Reino Unido    | Hundido  | Vapor (1882): Arroz, hierro (mena)   | 33  | 120 mn al NWxN de Alejandría (32° 36′ N, 28° 38′ E)                          |
| Istrar                  | W. Forstmann | 2 dic 1916         | 4582 | Reino Unido    | Hundido  | Vapor (1896): Diversa, carbón        | 1   | 120 mn al NNW1/2W de Alejandría (33° 15′ N, 28° 20′ E)                       |
| Plata                   | W. Forstmann | 3 dic 1916         | 1861 | Italia         | Hundido  | Vapor (1878)                         | 0   | Al SE de Creta en dirección Alejandría (33° 40′ N, 28° 10′ E)                |
| Baynesk                 | W. Forstmann | 9 ene 1917         | 3286 | Reino Unido    | Hundido  | Vapor (1906): Azúcar                 | 7   | 130 mn al NxW de Alejandría (33° 45′ N, 29° 24′ E)                           |
| Garfield                | W. Forstmann | 15 ene 1917        | 3838 | Reino Unido    | Hundido  | Vapor (1907): Carbón                 | 0   | 60 mn al NExN1/2N de Alejandría (36° 5′ N, 19° 57′ E)                        |
| Amiral Magon            | W. Forstmann | 28 ene 1917        | 5566 | Francia        | Hundido  | Pasaje (1904): Tropas, mat. militar  | 211 | 160 mn al W de la Isla de Antikythera (GR) (35° 49′ N, 20° 2′ E)             |
| Torino                  | W. Forstmann | 14 feb 1917        | 4159 | Italia         | Hundido  | Vapor (1913): Algodón, maíz          | -   | Al centro del Mar Jónico (36° 32′ N, 19° 10′ E)                              |
| Minas                   | W. Forstmann | 15 feb 1917        | 2854 | Italia         | Hundido  | Pasaje (1891): Tropas                | 870 | Entre Sicilia y Creta, cerca del Cabo Ténaro (36° 25′ N, 18° 24′ E)          |
| Ala                     | W. Forstmann | 17 feb 1917        | 359  | Italia         | Hundido  | Velero                               | -   | Entre Sicilia y Túnez                                                        |
| Rosalie                 | W. Forstmann | 20 feb 1917        | 4237 | Reino Unido    | Hundido  | Vapor (1915): Munición, avena        | 21  | 8 mn al E de Jijel (Djidjeli), Argelia (37° 1′ N, 5° 54′ E)                  |
| Wathfield               | W. Forstmann | 21 feb 1917        | 3012 | Reino Unido    | Hundido  | Vapor (1905): Magnesita              | 18  | 15 mn al N del Cabo Carbon, Argelia (37° N, 4º 56' E)                        |
| Ville de Bougie         | W. Forstmann | 22 feb 1917        | 509  | Francia        | Hundido  | Vapor (1896): Carburo cálcico 10 t   | 0   | Entre los Cabos Carbon y Cherchell, Argelia (36° 55′ N, 4° 40′ E)            |
| Trojan Prince           | W. Forstmann | 23 feb 1917        | 3196 | Reino Unido    | Hundido  | Vapor (1896): Diversa                | 2   | 5 mn al NW de Cabo Cherchell, Argelia (36° 39′ N, 2° 7′ E)                   |
| Burnby                  | W. Forstmann | 26 feb 1917        | 3665 | Reino Unido    | Hundido  | Vapor (1905): Carbón                 | 0   | 20 mn al N de Cabo Falcón, Argelia (36º N, 0º 42' W)                         |
| Anna E.                 | W. Forstmann | 3 mar 1917         | 41   | Italia         | Hundido  | Velero                               | -   | Entre Sicilia y Túnez                                                        |
| Petronilla Madre        | W. Forstmann | 3 jun 1917         | 43   | Italia         | Hundido  | Velero                               | -   | Entre Sicilia y Túnez                                                        |
| Diane                   | W. Forstmann | 6 jun 1917         | 590  | Francia        | Hundido  | Vapor (1882)                         | 0   | Área de Orán (36º N, 0º 42' W)                                               |
| Huntstrick              | W. Forstmann | 8 jun 1917         | 8151 | Reino Unido    | Hundido  | Vapor (1902): Tropas, armas          | 15  | 80 mn al WNW del Cabo Espartel (35° 52′ N, 6° 47′ W)                         |
| ML 540                  | W. Forstmann | 8 jun 1917         | 37   | Reino Unido    | Hundido  | Motora (1916)                        | 0   | Estibada a bordo del Huntstrick                                              |
| ML 541                  | W. Forstmann | 8 jun 1917         | 37   | Reino Unido    | Hundido  | Motora (1916)                        | 0   | Estibada a bordo del Huntstrick                                              |
| Isle of Jura            | W. Forstmann | 8 jun 1917         | 3809 | Reino Unido    | Hundido  | Vapor (1906): Munición, carbón       | 2   | 15 mn al WSW del Cabo Espartel (35° 44′ N, 6° 25′ W)                         |
| Valdieri                | W. Forstmann | 8 jun 1917         | 4637 | Italia         | Hundido  | Vapor (1906): Munición               | -   | 50 mn al WNW del Cabo Espartel (35° 46′ N, 6° 52′ W)                         |
| Petrolite               | W. Forstmann | 10 jun 1917        | 3710 | Estados Unidos | Hundido  | Tanque (1894): (en lastre)           | 0   | 185 mn al W1/2S del Cabo Espartel (35° 3′ N, 9° 13′ W)                       |
| Wera                    | W. Forstmann | 11 jun 1917        | 476  | Rusia          | Hundido  | Velero (1904): Diversa               | 0   | A 100 mn de Cádiz (35° 11′ N, 8° 11′ W)                                      |
| Gaita                   | W. Forstmann | 12 jun 1917        | 396  | Rusia          | Hundido  | Velero (1910)                        | -   | A 40 mn de Cabo Espartel (35° 55′ N, 6° 52′ W)                               |
| Espinho                 | W. Forstmann | 15 jun 1917        | 740  | Portugal       | Hundido  | Vapor (1887): Caballos, cerdos       | -   | Costa SW de Portugal (37° 34′ N, 9° 6′ W)                                    |
| Kyma                    | W. Forstmann | 19 jun 1917        | 3420 | Grecia         | Hundido  | Vapor (1898)                         | -   | Costa marroquí, entre Larache y Kenitra (34° 34′ N, 6° 42′ W)                |
| Eli Lindoe              | W. Forstmann | 20 jun 1917        | 1116 | Noruega        | Hundido  | Vapor (1916): (en lastre)            | 0   | Costa marroquí, al NW de Kenitra (34° 32′ N, 6° 42′ W)                       |
| Toro                    | W. Forstmann | 22 jun 1917        | 1141 | Uruguay        | Hundido  | Vapor (1905): Lana                   | -   | Al W de Cabo Espartel (35° 38′ N, 7° 26′ W)                                  |
| Isère                   | W. Forstmann | 23 jun 1917        | 2159 | Francia        | Hundido  | Vapor (1887)                         | 0   | 70 mn al W de Cabo Espartel (35° 36′ N, 6° 58′ W)                            |
| Manchester Commerce     | W. Forstmann | 29 jul 1917        | 4144 | Reino Unido    | Hundido  | Vapor (1906): Mat. militar, carbón   | 1   | 15 mn al WxN1/2N de Cabo Espartel (35° 52′ N, 6° 16′ W)                      |
| Carlo                   | W. Forstmann | 30 jul 1917        | 5572 | Italia         | Hundido  | Vapor (1912): Carbón                 | -   | Frente a la costa de Tánger (35° 24′ N, 6° 25′ W)                            |
| Ganges                  | W. Forstmann | 30 jul 1917        | 4177 | Reino Unido    | Hundido  | Vapor (1902): Carbón                 | 1   | 8 mn al SW de Cabo Espartel (35º 43' N, 6º W)                                |
| Carolvore               | W. Forstmann | 31 jul 1917        | 1659 | Noruega        | Hundido  | Vapor (1883): Fruta                  | 0   | A 6 mn de Cabo Roche (36° 13′ N, 6° 16′ W)                                   |
| Ypres                   | W. Forstmann | 31 jul 1917        | 305  | Reino Unido    | Hundido  | Vapor (1897): Diversa                | 0   | A 2,75 mn de Cabo Roche (36° 15′ N, 6° 14′ W)                                |
| Halldor                 | W. Forstmann | 3 ago 1917         | 2919 | Noruega        | Hundido  | Vapor (1896): Carbón                 | 0   | 90 mn al W de Gibraltar (36° 58′ N, 6° 51′ W)                                |
| Ryton                   | W. Forstmann | 5 ago 1917         | 3991 | Reino Unido    | Hundido  | Vapor (1913): Hierro (mena)          | 0   | Al W de Punta Tarifa (35° 57′ N, 7° 7′ W)                                    |
| Swan River              | W. Forstmann | 27 sep 1917        | 4724 | Reino Unido    | Hundido  | Vapor (1915): (en lastre)            | 0   | 27 mn al NNW de Orán (36° 7′ N, 0° 54′ W)                                    |
| Mersario                | W. Forstmann | 1 oct 1917         | 3847 | Reino Unido    | Hundido  | Vapor (1906): Carbón                 | 3   | 86 mn al WxN de Cabo Espartel (35° 39′ N, 7° 53′ W)                          |
| Normanton               | W. Forstmann | 1 oct 1917         | 3862 | Reino Unido    | Hundido  | Vapor (1912): (en lastre)            | 0   | 115 mn al W1/2N de Cabo Espartel (35° 26′ N, 8° 15′ W)                       |
| Almora                  | W. Forstmann | 2 oct 1917         | 4385 | Reino Unido    | Hundido  | Vapor (1899): Carbón                 | 0   | 100 mn al W1/2N de Cabo Espartel (35° 37′ N, 7° 46′ W)                       |
| Hikosan Maru            | W. Forstmann | 2 oct 1917         | 3555 | Japón          | Hundido  | Vapor (1892): Carbón                 | 0   | Al WSW de Punta Tarifa (35° 28′ N, 8° 37′ W)                                 |
| Nuceria                 | W. Forstmann | 2 oct 1917         | 4702 | Reino Unido    | Hundido  | Vapor (1914): Carbón                 | 2   | 120 mn al W1/2N de Cabo Espartel (35° 27′ N, 8° 25′ W)                       |
| Buenaventura            | H. Metzger   | 14 nov 1917        | 257  | España         | Hundido  | Velero (1905)                        | -   | Al SW de Sicilia                                                             |
| HMS Candytuft           | H. Metzger   | 14 nov 1917        | 1290 | Reino Unido    | Hundido  | Corbeta (1917)                       | 9   | Frente a la costa de Bugía, Argelia (36° 59′ N, 4° 41′ E).                   |
| Schuylkill              | H. Metzger   | 21 nov 1917        | 2720 | Estados Unidos | Hundido  | Vapor (1892): Diversa                | 0   | 15 mn al E de Cabo Ténès, Argelia (36° 42′ N, 1° 40′ E).                     |
| Markella                | H. Metzger   | 23 nov 1917        | 1124 | Grecia         | Hundido  | Vapor (1881): Grano                  | 0   | Al N de Mostaganem, Argelia (36° 18′ N, 0° 20′ W).                           |
| Karema                  | H. Metzger   | 25 nov 1917        | 5263 | Reino Unido    | Hundido  | Vapor (1894)                         | 3   | 33 mn al SExE del Cabo de Gata (36° 30′ N, 1° 32′ W).                        |
| Sculptor                | H. Metzger   | 17 de mayo de 1918 | 4874 | Reino Unido    | Hundido  | Vapor (1912): Mat. militar           | 7   | Torpedeado 60 mn al NWxW1/4W de Orán                                         |